# Ernest Walton

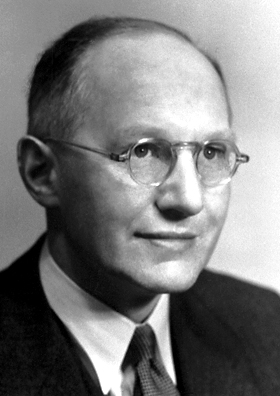
Ernest Walton

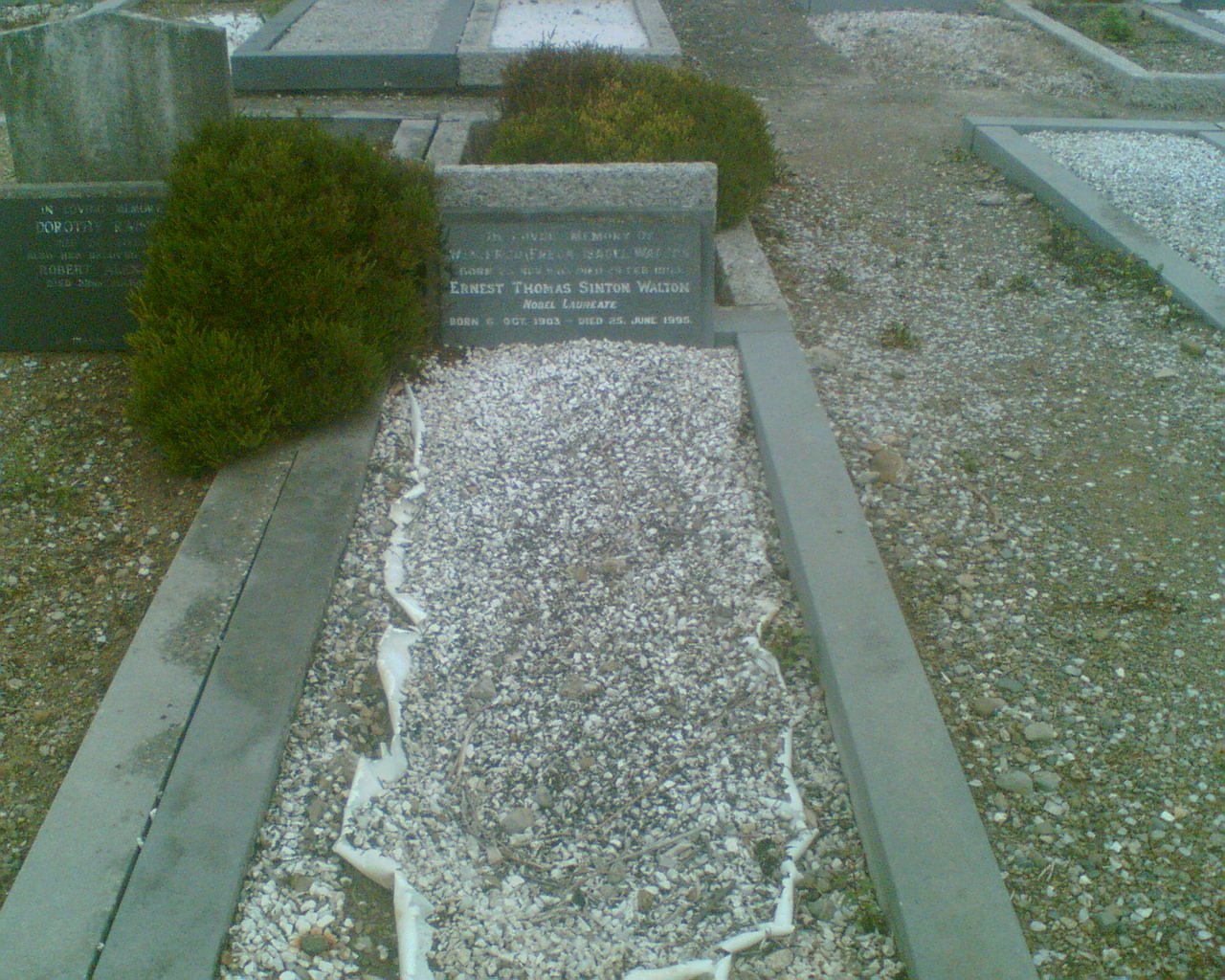
Waltons Grab

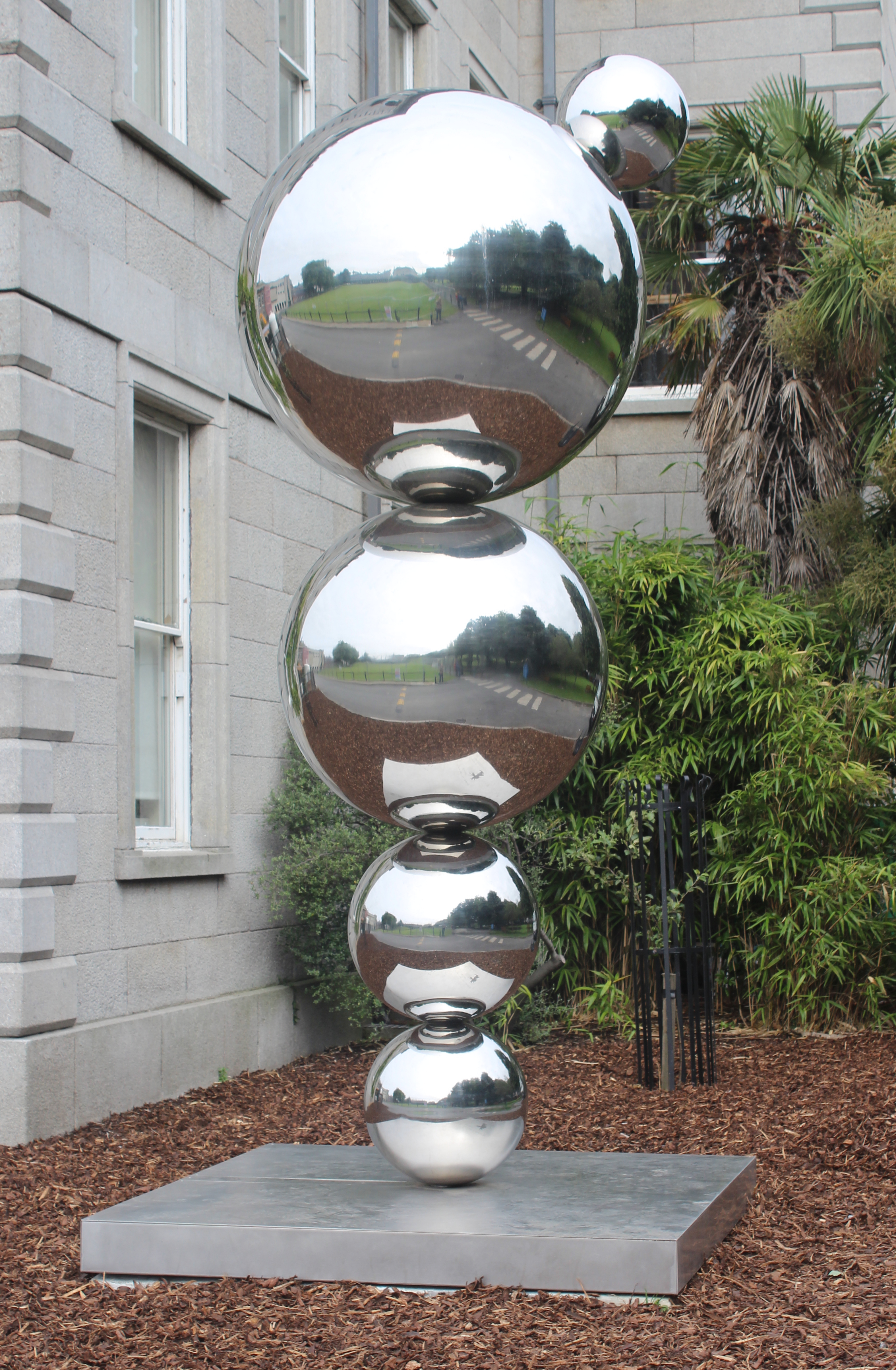
Denkmal für Walton, Trinity College Dublin

Ernest Thomas Sinton Walton (* 6. Oktober 1903 in Dungarvan, County Waterford; † 25. Juni 1995 in Belfast) war ein irischer Physiker und Nobelpreisträger für Physik.

## Leben
Ernest Walton war der Sohn eines methodistischen Pfarrers. Nach dem Abschluss eines Methodisten-Colleges in Belfast begann er 1922 mit dem Studium der Mathematik und Experimentalphysik am Trinity College in Dublin und schloss beide Fächer 1926/27 mit dem Diplom ab. Anschließend wechselte er mit einem Forschungsstipendium an das Cavendish-Laboratorium der Universität Cambridge, das von Ernest Rutherford geleitet wurde. Nach seiner Promotion 1931 blieb er noch bis 1934 in Cambridge und kehrte danach an das Trinity College zurück. Er wurde 1946 zum Professor für Naturphilosophie und experimentelle Physik ernannt.
Walton heiratete 1934 Freda Wilson, die Tochter eines Methodistenpfarres, und hat zwei Söhne (Alan und Philip) und zwei Töchter (Marian und Jean). Er starb 1995 in Belfast.

## Wirken
Walton forschte bereits in Cambridge an der Beschleunigung von Ionen mittels Gleichspannung und auch von Elektronen nach dem Betatron-Prinzip. Zusammen mit John Cockcroft entwickelte er dort den Cockcroft-Walton-Beschleuniger. Mit ihm konnten durch Beschuss mit schnellen Protonen an verschiedenen leichten Atomkernen Umwandlungen (Kernreaktionen) ausgelöst und nachgewiesen werden. 
1951 wurden Ernest Walton und John Cockcroft mit dem Nobelpreis für Physik „für ihre Pionierarbeit auf dem Gebiet der Atomkernumwandlung durch künstlich beschleunigte atomare Partikel“ ausgezeichnet.

## Auszeichnungen
- Hughes-Medaille, Royal Society London, 1938
- Nobelpreis für Physik, 1951